# Englische Cricket-Nationalmannschaft in Sri Lanka in der Saison 2014/15
Die Tour der englischen Cricket-Nationalmannschaft nach Sri Lanka in der Saison 2014/15 fand vom 21. November bis zum 16. Dezember 2014 statt. Die internationale Cricket-Tour war Teil der internationalen Cricket-Saison 2014/15 und umfasste eine aus sieben Spielen bestehende ODI-Serie, die Sri Lanka 5-2 gewann. Es war die erste aus sieben Spielen bestehende ODI-Serie, die Sri Lanka im eigenen Land austrug.

## Vorgeschichte
Für beide Mannschaften diente die Tour als Vorbereitung für den Cricket World Cup 2015. Zunächst waren fünf ODI und zwei Twenty20 geplant, wobei letztere dann auf Grund der nahenden Weltmeisterschaft ebenfalls als ODI ausgetragen wurden. Diese Limited-Overs spiele standen in Verbindung zu der reinen Test-Tour die England in der Saison 2011/12 in Sri Lanka durchführte. Für England war es die erste Tour der Saison, nachdem sie zuletzt im Sommer zu Hause gegen Indien spielten. Sri Lanka spielte zuvor in Indien eine ODI-Serie. Das letzte Aufeinandertreffen der beiden Mannschaften fand im Sommer zuvor in England statt.

## Stadien
Die folgenden Stadien wurden für die Tour als Austragungsort vorgesehen und am 6. Juni 2014 bekanntgegeben.
| Stadion    | Stadt                                              | Kapazität | Spiele              |
| ---------- | -------------------------------------------------- | --------- | ------------------- |
| Colombo    | R. Premadasa Stadium (RPS)                         | 35.000    | 1., 2., 4. & 7. ODI |
| Hambantota | Mahinda Rajapaksa International Stadium            | 35.000    | 3. ODI              |
| Kandy      | Muttiah Muralitharan International Cricket Stadium | 35.000    | 5. & 6. ODI         |

## Kader
England benannte seinen Kader am 24. September 2014. Sri Lanka benannte seinen Kader am 24. November 2014.
| Sri Lanka | England |
| --- | --- |
| - Angelo Mathews (K) - Tillakaratne Dilshan - Shaminda Eranga - Lahiru Gamage - Rangana Herath - Mahela Jayawardena - Thilina Kandamby - Jeevan Mendis - Ajantha Mendis - Kusal Perera - Dilruwan Perera - Thisara Perera - Dhammika Prasad - Kumar Sangakkara (wk) - Sachithra Senanayake - Lahiru Thirimanne | - Alastair Cook (K) - Eoin Morgan (VK) - Moeen Ali - James Anderson - Ian Bell - Ravi Bopara - Jos Buttler (wk) - Steven Finn - Harry Gurney - Alex Hales - Chris Jordan - Joe Root - Ben Stokes - James Taylor - James Tredwell - Chris Woakes |

## Tour Matches
| 21. November Scorecard | Colombo (SSC) | Sri Lanka A 198-6 (43)                      | – | England XI 145-2 (25) |
|                        |               | England XI gewinnt mit 56 Runs (D/L method) |   |                       |

| 23. November Scorecard | Colombo (PSS) | Sri Lanka A    | – | England XI |
|                        |               | Spiel abgesagt |   |            |

## One-Day Internationals

### Erstes ODI in Colombo
| 26. November Scorecard | Colombo (RPS) | Sri Lanka 317-6 (50)          | – | England 292 (47.1) |
|                        |               | Sri Lanka gewinnt mit 25 Runs |   |                    |

### Zweites ODI in Colombo
| 29. November Scorecard | Colombo (RPS) | England 185 (43)                | – | Sri Lanka 186-2 (34.2) |
|                        |               | Sri Lanka gewinnt mit 8 Wickets |   |                        |

### Drittes ODI in Hambantota
| 3. Dezember Scorecard | Hambantota | Sri Lanka 242-8 (35)                       | – | England 236-5 (33.4) |
|                       |            | England gewinnt mit 5 Wickets (D/L method) |   |                      |

### Viertes ODI in Colombo
| 6. Dezember Scorecard | Colombo (RPS) | England 265 (50)                | – | Sri Lanka 267-4 (49.4) |
|                       |               | Sri Lanka gewinnt mit 6 Wickets |   |                        |

### Fünftes ODI in Kandy
| 10. – 11. Dezember Scorecard | Kandy | Sri Lanka 239 (49)            | – | England 240-5 (49.1) |
|                              |       | England gewinnt mit 5 Wickets |   |                      |

Aufgrund von Regen musste Englands Innings auf den nächsten Tag verschoben werden.

### Sechstes ODI in Kandy
| 13. Dezember Scorecard | Kandy | Sri Lanka 292-7 (50)          | – | England 202 (41.3) |
|                        |       | Sri Lanka gewinnt mit 90 Runs |   |                    |

### Siebtes ODI in Colombo
| 16. Dezember Scorecard | Colombo (RPS) | Sri Lanka 302-6 (50)          | – | England 215 (45.5) |
|                        |               | Sri Lanka gewinnt mit 87 Runs |   |                    |

## Statistiken
Die folgenden Cricketstatistiken wurden bei dieser Tour erzielt.
| ODIs                 | ODIs       | ODIs    | ODIs    | ODIs    | ODIs    | ODIs    | ODIs    | ODIs    |
| Batting              | Batting    | Batting | Batting | Batting | Batting | Batting | Batting | Batting |
| Spieler              | Mannschaft | Spiele  | Innings | Runs    | Average | HS      | 100s    | 50s     |
| -------------------- | ---------- | ------- | ------- | ------- | ------- | ------- | ------- | ------- |
| Kumar Sangakkara     | Sri Lanka  | 7       | 7       | 454     | 75,66   | 112     | 1       | 4       |
| Joe Root             | England    | 7       | 7       | 367     | 73,40   | 104*    | 1       | 2       |
| Tillakaratne Dilshan | Sri Lanka  | 7       | 7       | 357     | 51,00   | 101     | 1       | 2       |
| Moeen Ali            | England    | 7       | 7       | 236     | 33,71   | 119     | 1       | 1       |
| Mahela Jayawardene   | Sri Lanka  | 6       | 6       | 211     | 42,20   | 77*     | 0       | 2       |
| Bowling              |            |         |         |         |         |         |         |         |
| Spieler              | Mannschaft | Spiele  | Overs   | Wickets | Average | BBI     | 5W      | 10W     |
| Chris Woakes         | England    | 7       | 58      | 14      | 25,28   | 6/47    | 1       | 0       |
| Tillakaratne Dilshan | Sri Lanka  | 7       | 58.1    | 12      | 24,75   | 3/37    | 0       | 0       |
| Chris Jordan         | England    | 5       | 46      | 10      | 26,00   | 2/35    | 0       | 0       |
| Ajantha Mendis       | Sri Lanka  | 5       | 39.4    | 9       | 27,33   | 3/33    | 0       | 0       |
| Rangana Herath       | Sri Lanka  | 4       | 34      | 7       | 25,00   | 3/36    | 0       | 0       |

## Player of the Series
Als Player of the Series wurden die folgenden Spieler ausgezeichnet.
| Serie | Player of the Series |
| ----- | -------------------- |
| ODI   | Tillakaratne Dilshan |

### Player of the Match
Als Player of the Match wurden die folgenden Spieler ausgezeichnet.
| Spiel  | Player of the Match  |
| ------ | -------------------- |
| 1. ODI | Tillakaratne Dilshan |
| 2. ODI | Mahela Jayawardene   |
| 3. ODI | Jos Buttler          |
| 4. ODI | Kumar Sangakkara     |
| 5. ODI | Joe Root             |
| 6. ODI | Kumar Sangakkara     |
| 7. ODI | Tillakaratne Dilshan |